# Tonnara Bordonaro

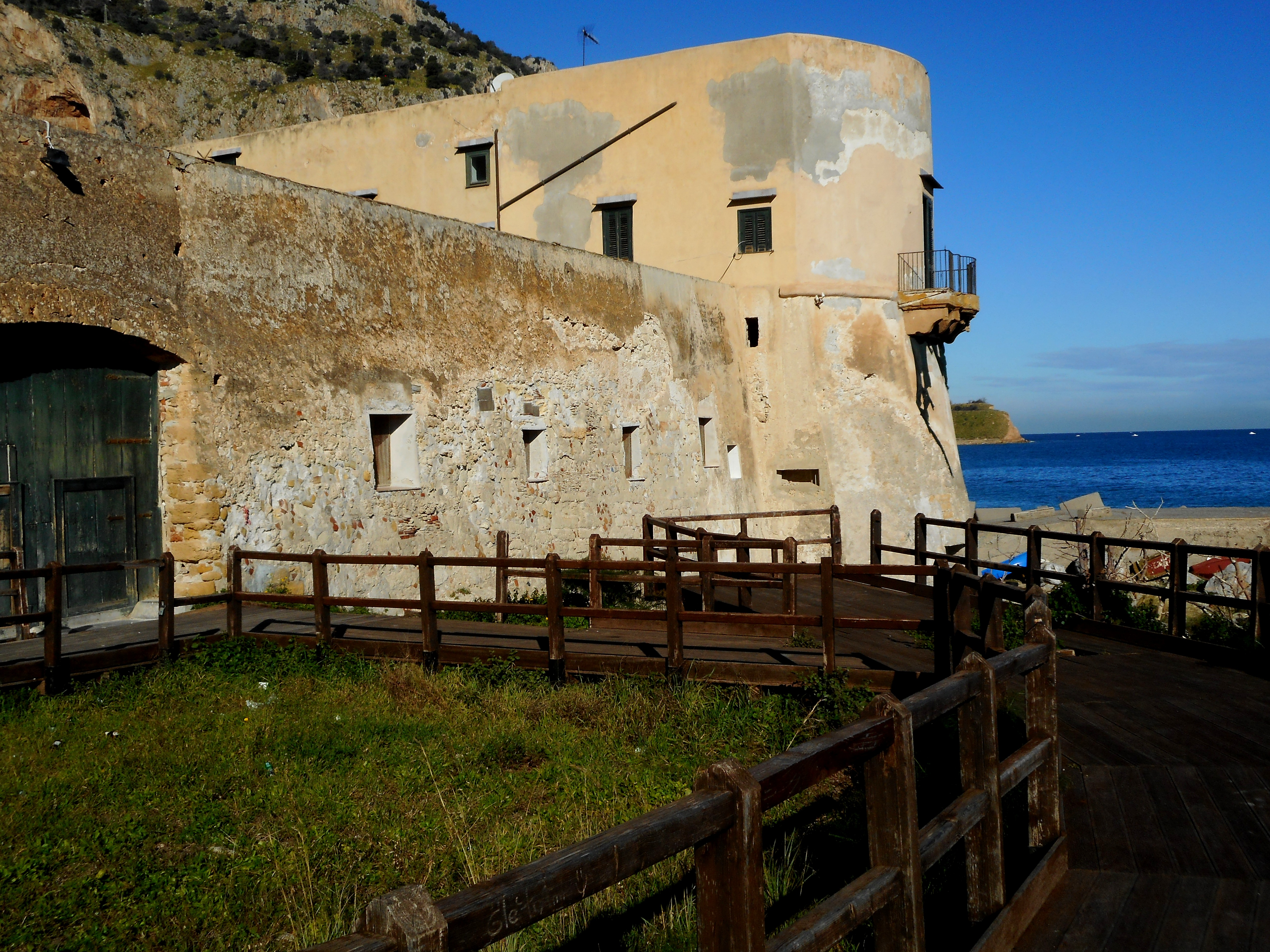
Tonnara Bordonaro

La Tonnara Bordonaro o Tonnara Vergine Maria è una tonnara nel quartiere Vergine Maria di Palermo.

## Storia
La tonnara venne costruita nel XIV secolo quasi contemporaneamente alla Tonnara Florio, situata poco distante. La Tonnara Bordonaro, la Tonnara Florio e la Tonnara di Mondello, ormai scomparsa, appartengono allo stesso proprietario. Nel XV secolo grazie alla costruzione della torre entra a far parte del circuito difensivo delle coste siciliane. 
Durante la Seconda Guerra Mondiale il Regio Esercito provvide al riutilizzo della torre con la creazione di tre feritoie (ancora oggi presenti) attraverso le quali  una mitragliatrice avrebbe dovuto garantire la sorveglianza del tratto di mare antistante da possibili sbarchi nemici. Negli anni cinquanta venne dismessa ed abbandonata come le altre tonnare della zona a causa del cambio di rotta dei tonni.